# Kenjirō Hata
Kenjiro Hata (畑 健二郎?, Hata Kenjirō; Prefettura di Fukuoka, 19 ottobre 1975) è un fumettista giapponese.
È conosciuto in particolare per aver creato creatore i manga Hayate no gotoku! e Così carina - Fly Me to the Moon. Gli piace collezionare oggetti legati agli anime, come le figurine. È stato assistente di Kōji Kumeta. È sposato con la doppiatrice Masumi Asano.

## Carriera
Hata ha creato Hayate no gotoku!, che racconta di un ragazzo che diventa maggiordomo di una ragazza. È stato serializzato sulla rivista Weekly Shōnen Sunday di Shōgakukan da ottobre 2004 ad aprile 2017. La casa ha poi pubblicato 52 volumi in Giappone da febbraio 2005 a giugno 2017. Dalla serie sono stati tratti diversi adattamenti anime e diversi film.
Nel 2018, Hata ha pubblicato Così carina - Fly Me to the Moon su Weekly Shōnen Sunday, come aveva pianificato dalla fine di novembre 2016. Il manga racconta di un'adolescente di nome Nasa, che incontra una bella ragazza il giorno prima del suo esame di scuola superiore. Lei gli salva la vita dopo che viene investito da un'auto, quindi lui confessa alla ragazza di essere innamorato di lei, ma lei gli risponde che acconsentirà solo se lui la sposerà. Anni dopo, dopo aver lasciato il liceo per lavorare, Nasa incontra di nuovo la ragazza e i due si sposano. La serie prosegue mostrando la loro vita quotidiana da coppia sposata.

## Lavori
- God's Rocket Punch! (2002)
- Umi no Yuusha Lifesavers (海の勇者ライフセイバーズ?) (2003)
- Thunder Goddess Sofia (2003)
- Hayate no gotoku! (2004 - 2017)
- Lucky Star: Comic à la Carte (2007)
- Sore ga seiyū! (2011, un manga dōjin creato insieme a sua moglie, pubblicato sotto il nome Hajimemashite)
- Ad Astra per Aspera (2015 - in corso, in pausa)
- Così carina - Fly Me to the Moon (2018 - in corso)